# 広橋仲光
広橋 仲光（ひろはし なかみつ）は、南北朝時代から室町時代初期にかけての公卿。勘解由小路と号す。准大臣・広橋兼綱の子。官位は従一位・権大納言。日記『仲光卿記』が伝わる。南都伝奏として足利義満と様々な案件の折衝にあたったことで知られる。

## 経歴
延文3年/正平13年（1358年）、元服し叙爵される。延文4年/正平14年（1359年）、従五位上に昇叙。治部少輔に任ぜられる。延文5年/正平15年（1360年）、蔵人に補される。貞治2年/正平18年（1363年）、正五位下に昇叙され右少弁に任ぜられる。貞治5年/正平21年（1366年）、左少弁に転任し正五位上に昇叙。応安7年/文中3年（1374年）には権右中弁、左中弁と昇進し、位は従四位下、従四位上、正四位下と昇叙。永和2年/天授2年（1376年）、蔵人頭に補される。永和3年/天授3年（1377年）、正四位上に昇叙。
永和4年/天授4年（1378年）3月24日、参議に任ぜられる。右大弁は元の如し。12月13日、従三位に叙せられ権中納言に任ぜられる。永徳元年/弘和元年（1381年）1月6日、正三位に昇叙。3月16日、従二位に昇叙。6月29日、大宰権帥を兼ねる。至徳2年/元中2年（1385年）1月6日、正二位に昇叙。嘉慶2年/元中5年（1388年）12月30日、権大納言に任ぜられる。応永2年（1395年）6月3日、権大納言を辞した。応永3年（1396年）10月20日、従一位に叙せられるが、翌21日に出家した。法名は曇寂。応永13年（1406年）2月12日、薨去。

## 系譜
- 父：広橋兼綱（1315-1381）
- 母：不詳
- 妻：不詳
  - 男子：広橋兼宣（1366-1429）
  - 男子：兼時
  - 男子：竹屋兼俊（?-1447）
  - 男子：中珍
  - 男子：光海
  - 男子：周鳳
  - 男子：仲承
  - 男子：長献
  - 男子：寅助
  - 男子：仲雅
  - 男子：光雅
  - 男子：光暁
  - 女子：崇賢門院女房
  - 女子：典侍兼子
  - 女子
  - 女子
  - 女子
  - 女子
  - 女子